# Amédée Desmoulins
Pour les articles homonymes, voir Desmoulins.
Amédée Auguste Desmoulins, né à Montmartre le 22 septembre 1850 et mort en un lieu et à une date inconnus, est un graveur sur bois français, actif entre 1876 et 1907.

## Biographie
Amédée Auguste Desmoulins naît à Paris le 22 septembre 1850,.
Habitant à Mériel, il est mentionné comme membre du Salon des artistes français en 1891, où il expose une gravure sur bois représentant Jeanne d'Arc d'après Bastien-Lepage, reproduite dans Le Magasin pittoresque.  Il y obtient une mention honorable en 1907. Son maître est un certain Meunier ou Meinier.
Il réside en 1900 au 66, avenue de Châtillon, à Paris.
Il est probable qu'il soit l'auteur des bois d'après Maurice Denis, assistant Tony Beltrand très malade, pour l'album L'Imitation de Jésus-Christ publié par Ambroise Vollard en 1903. La date de son décès, actuellement inconnue, est antérieure à mai 1944.